# Ventrombos
Ventrombos är en blodpropp (trombos) i vensystemet. Vanligaste stället är i de djupa venerna i benen (djup ventrombos).
Risken för djup ventrombos ökar om man haft det tidigare, vid operation, övervikt, östrogen/p-piller, långa flygresor och rökning. Stillasittande under en långresa ökar risken för att få en blodpropp.
En risk med ventrombos är att en del av proppen ska lossna och fastna någon annanstans i kroppen som en emboli. Detta kan exempelvis leda till lungemboli om en propp fastnar i lungans blodkärl.